# Météorologie côtière

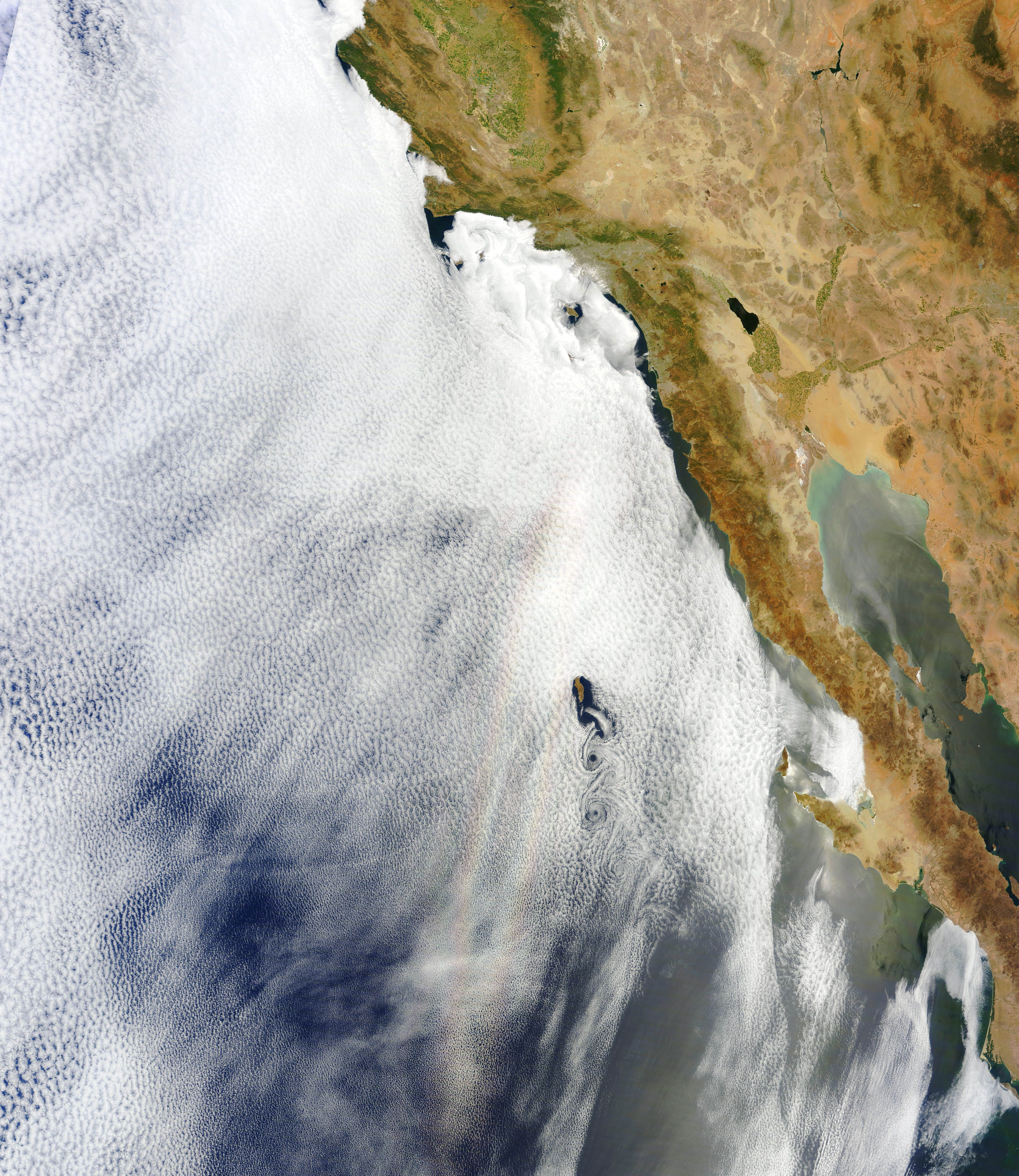
Stratocumulus maritimes s'arrêtant à la côte.

La météorologie côtière est une spécialité de la météorologie maritime qui étudie les conditions nuageuses, de vent et de températures spécifiques à la frontière entre les océans, ou de grands lacs, et les terres. Cette frontière est en effet le cadre de phénomènes particuliers, comme les stratocumulus maritimes, qui se produisent à cause d'un changement très marqué d'humidité, de température, de rugosité et d'ensoleillement entre les deux milieux.
Le domaine côtier s'étend le long du littoral jusqu'à une distance de 20 milles marins et dans les cours d'eau navigables selon la définition légale mais peut être plus étendu scientifiquement parlant.

## Phénomènes côtiers
Les domaines côtiers sont des endroits où se produisent plusieurs phénomènes particuliers dont les principaux sont cités ci-dessous. Ceux-ci ont des incidences sur le biome, comme dans le cas de la forêt tempérée humide, sur la navigation et sur la dispersion des populations humaines.

### Bourrasque de neige côtière

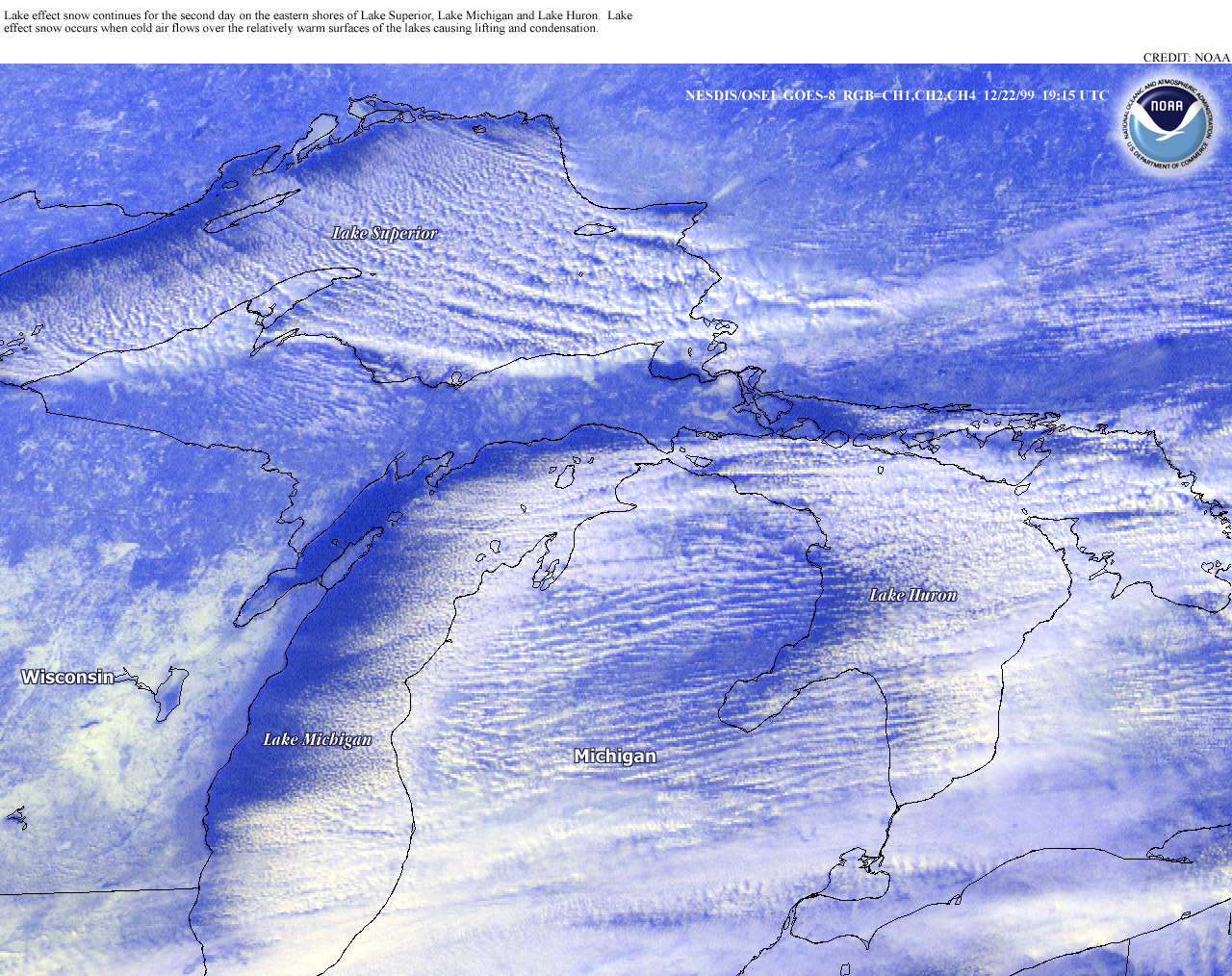
Nuages porteurs de bourrasques de neige sortant des Grands Lacs.

Des averses de neige intenses vont se produire si un flux d'air arctique passe en aval de plans d'eau encore libres de glaces en hiver.  Ce phénomène est parfois appelé effet de lac. Tant que la circulation vient de la même direction et que la glace ne recouvre pas le plan d'eau, les averses dureront et pourront laisser plusieurs dizaines de centimètres de neige dans une bande très étroite de terrains de la rive vers l'intérieur de la côte. Ces averses peuvent aussi être rehaussées par le relief derrière la côte,.
La formation de ces bourrasques nécessite un réservoir d'air très froid qui descend vers un plan d'eau libre. Il s'agit donc d'air continental arctique qui passe au-dessus de lacs ou de la mer. Comme il faut que l'air soit assez froid pour produire de la neige, les régions les plus affectés se retrouvent en général dans les latitudes de plus de 35 degrés nord et sud. Le phénomène est particulièrement connu dans la région des Grands Lacs en Amérique du Nord mais aussi le long de toutes côtes océaniques.

### Brises littorales

Haut : brise de mer, bas : brise de terre

Les brises littorales s'établissent sur les côtes par beau temps. Elles résultent de la différence de température entre l'air au-dessus de la terre et celui au-dessus de la mer ou d'un lac,. Ces réchauffements et refroidissements affectent les masses d'air au-dessus de la terre et de la mer de manière différente, les différences de densité causant alors des déplacements d'air, c'est-à-dire du vent.

### Brouillard d'advection
Le brouillard d'advection se produit lorsque de l'air ayant une certaine température et humidité relative passe au-dessus d'une zone ayant une température inférieure qui permet la condensation de la vapeur d'eau. Ceci peut se produire de deux façons à l'interface mer-terre :
- Lors du passage d'une masse d'air chaude et humide venant de la terre sur la surface de la mer plus froide, le refroidissement de la masse d'air amène celui-ci à saturation et du brouillard se forme ;
- Lors du passage d'une masse d'air froide et stable au-dessus d'une étendue d'eau bien plus chaude (différence de température d'au moins 10 °C), l'évaporation de l'eau, située en dessous de la masse d'air froide, va directement condenser et former un brouillard d'évaporation. Ce brouillard peut parfois mener à des givrages sévères sur les bateaux traversant la zone concernée.

### Stratocumulus maritime
Ce type particulier de stratocumulus se forme dans une masse d'air stable sur les côtes ouest des continents. La remontée d'eaux froides à la surface le long de ces côtes refroidit l'air au-dessus de la mer. Ce refroidissement de l'air au niveau de la mer provoque une inversion de température importante au-dessus la couche de surface. Comme l'air est refroidi jusqu'à atteindre son point de rosée, la vapeur d'eau se condense et forme un nuage. Cette inversion de température va annihiler toute convection partant du sol et donc des nuages de type stratiforme vont se former.
Les stratocumulus maritimes se forment principalement au printemps et au début de l'été lorsque l'eau est plus froide que l'air environnant et donc il se produit une inversion de température. L'inversion de température est la plus prononcée à l'aube et donc ces nuages atteindront leur épaisseur maximale tôt le matin. Ils se forment en préférence par situation
situation anticyclonique.

### Surcote

Propagation d'une onde modifiée par la forme du fond (phénomène accru dans un détroit)

Une surcote est un dépassement « anormal » du niveau de la marée haute ou du recul de la marée basse. Ce dépassement est induit par des conditions météorologiques inhabituelles combinant leurs effets à ceux des marées induites par la lune et le soleil. Les surcotes peuvent être responsables d'inondations et de submersion marine importantes en zone portuaire, de polder, ou en amont d'une écluse littorale qui aurait été débordée par la mer, ou – en période de crue – qui n'aurait pas pu s'ouvrir à temps pour se vider. Inversement, si la mer n'atteint pas le niveau des hautes-eaux prévues ou qu'elle se retire moins loin qu'elle ne l'aurait fait par une météo normale, on parle alors de « décote ».
Les surcotes sont le fait d'une conjonction de différents facteurs qui interagissent avec les marées. Le cas le plus fréquent est celui d'une onde de tempête lors de fortes dépressions, venant de la mer ou centrées sur la terre, dans leur quadrant où les vents soufflent de la mer vers la terre. L'interaction entre la période de la marée, les vents qui poussent sur la surface de la mer, la pression plus basse, la configuration du fond marin, les effets d'entonnoir des côtes, etc., agissent en synergie. Ils provoquent alors une surélévation du niveau marin sur le trait de côte, surévaluation pouvant dans certains cas atteindre plus d'un mètre.

### Vent catabatique côtier

Vents catabatiques le long de la côte antarctique causant une polynie

Un vent catabatique est un vent gravitationnel produit par le poids d'une masse d'air froide dévalant un relief géographique. Diverses conditions météorologiques sont nécessaires pour son déclenchement : une inversion de température en altitude et un faible gradient de pression possiblement accompagné d'une dépression en aval. Une fois le processus enclenché, la masse d'air froid s'accélère et la vitesse du vent peut être extrêmement élevée (plus de 300 km/h). Il peut se produire partout où les conditions nécessaires sont réunies mais les plus spectaculaires se retrouvent souvent le long des côtes, dont en Antarctique et au Groenland, à la sortie de vallées débouchant sur la mer.
La goutte froide dévalant la pente dans un vent catabatique est déjà relativement peu humide et la subsidence en diminue encore l'humidité relative par compression adiabatique. Il en résulte un assèchement de la base des nuages et des précipitations, mais pas nécessairement de dégager le ciel complètement, et des coups de vent dangereux à la navigation.